# Клуб Вадима Плотникова
Клуб Вадима Плотникова — група футболістів (наразі лише з чотирьох гравців), які протягом своєї кар'єри забили принаймні сто голів в українській першій лізі. Названий на честь Вадима Плотникова, який першим досягнув цієї позначки.
Крім Клубу Вадима Плотникова існують також Клуб Сергія Реброва, Клуб Олега Блохіна та Клуб Тимерлана Гусейнова — для футболістів, які забили мінімум сто голів у чемпіонатах і кубках України, європейських кубках, а також в офіційних і товариських матчах національної збірної.

## Історія створення
Статистик з Кривого Рогу Василь Гнатюк, який був засновником Клуба Євгена Дерев'яги (Друга ліга УРСР), починаючи з перших національних чемпіонатів почав обробляти протоколи першої ліги у приміщенні ФФУ. Він систематизував усі дані і публікував топ-списки бомбардирів, поки ніхто не досяг позначки у 100 забитих м'яч. Через певні причини він припинив роботу в цьому напрямку у 2002–2003 рр., перемкнувшись на інші напрямки української футбольної історії і статистики.
В одній із розмов третій бомбардир першої ліги Богдан Єсип розповів журналісту і статистику Віктору Хохлюку, що крім партнерів по команді та футбольних уболівальників його ніхто з представників Федерації футболу не привітав з досягненням позначки у 100 голів. Після цього Віктор Хохлюк спільно з редакцією сайту «Футбол 24» вирішив заснувати Клуб бомбардирів і провести необхідну для цього церемонію. Кожному з футболістів був виготовлений іменний кубок і диплом номінанта з повним переліком голів. Ця ідея була підтримана Луганським обласним відділенням НОК України в особі її голови Миколи Кравченка.
24 лютого 2014 року в офісі Луганського НОКу в присутності почесних гостей і журналістів відбулося урочисте вручення призів засновнику бомбардирського клубу — Вадиму Плотникову.

## Назва Клубу
Вадима Плотников, славетний бомбардир алчевської «Сталі», майже всі свої голи забив, виступаючи в цій команді — 114 із загальних 118. Плотников був першим серед футболістів, який забив 100 м'ячів в першій лізі. Сотий м'яч був забитий 3 травня 1999 року в домашньому матчі чемпіонату України у першій лізі між алчевською «Сталлю» та нікопольським «Металургом» на 62-й хвилині гри.

## Регламент
До клубу входять футболісти, які забили 100 і більше голів в матчах української першої ліги, починаючи з 1992 року.

## Члени Клубу
Інформація станом на 26 травня 2024 року.
| Місце | Фото | Гравець            | Клуби | Голи |
| ----- | ---- | ------------------ | --- | ---- |
| 1     |      | Вадим Плотников    | «Вагонобудівник» (4), «Сталь» (Алчевськ) (114)                                                               | 118  |
| 2     |      | Сергій Чуйченко    | «Поліграфтехніка» (85), «Ворскла» (24), «Нафтовик» (2), «Металіст» (5)                                       | 116  |
| 3     |      | Олександр Акименко | «Сталь» (Алчевськ) (59), «Геліос» (4), «Зірка» (5), «Інгулець» (38)                                          | 106  |
| 4     |      | Богдан Єсип        | «Динамо-2» (11), «Закарпаття» (3), «Нафтовик-Укрнафта» (73), «Кримтеплиця» (7), ФК «Суми» (6), «Олімпік» (1) | 101  |

## Кандидати в Клуб
Інформація станом на 26 травня 2024 року.
| Місце | Фото | Гравець               | Клуби | Голи |
| ----- | ---- | --------------------- | --- | ---- |
| 1     |      | Олександр Батальський | Дністер (3), Зірка (10), Геліос (1), Черкаський Дніпро (9), Арсенал (К) (18), Рух (1), Оболонь (29), ФСК «Маріуполь» (4) | 75   |